# Jetsmark IF
Die Jetsmark Idrætsforening (Kurzform: Jetsmark IF) ist ein dänischer Fußballverein aus Pandrup, der nach der Kirchspielgemeinde Jetsmark sogn benannt wurde. Sie spielte von 2008 bis 2013 unter dem Namen Blokhus FC und zwischen 2013 und 2022 als Jammerbugt FC in Dänemarks 1. und 2. Division, d. h. der zweiten und dritten Liga. Nach dem Konkurs der Trägergesellschaft der Profimannschaft im August 2022 und deren Auflösung spielt der Verein unter seinem ursprünglichen Namen ab der Saison 2023/24 in der sechstklassigen Jyllandsserien.

## Blokhus FC
Nachdem die Jetsmark IF im Jahr 2002 erstmals in die Division aufgestiegen war, entschloss man sich, zur weiteren Professionalisierung eine sog. Elitestruktur, d. h. eine Kapitalgesellschaft als Trägerin des Spielbetriebs, zu gründen. Derartige Strukturen sind in Dänemarks Profifußball häufig anzutreffen, wenn ein ursprünglich lokaler Verein ein größeres Einzugsgebiet, insbesondere im ländlichen Raum, erschließen will (vgl. etwa FC Midtjylland, FC Nordsjælland, SønderjyskE Fodbold). Ab der Saison 2008/2009 trat die Mannschaft deshalb als Blokhus FC (benannt nach dem nahegelegenen Badeort Blokhus) an und stieg zur Saison 2011/12 erstmals in die 1. Division auf, um jedoch anschließend nach nur einer Saison wieder abzusteigen.

## Jammerbugt FC
Der Name Jammerbugt FC, der aber der Saison 2013/14 verwendet wurde, deckte mit der Jammerbucht geographisch den Bereich der gesamten Westküste von Vendsyssel ab; Grund für die Namensänderung war die Idee, nicht nur den einzelnen Ort Blokhus, sondern die gesamte Jammerbugt Kommune repräsentieren zu wollen.  In der Saison 2021/22 gelangt erneut der Aufstieg in die 1. Division. Im Mai 2021 wurde die Trägergesellschaft vom ehemaligen Präsidenten von Hannover 96, Klaus-Dieter Müller, übernommen, wodurch die bisherige Anteilseignerin Jetsmark IF schuldenfrei wurde. In der folgenden Saison blieb der sportliche Erfolg aus und der Klub geriet unter Müllers Führung in die lokalen Schlagzeilen, weil Spielergehälter und Rechnungen lokaler Lieferanten nicht pünktlich gezahlt wurden. Nach dem erneuten Abstieg erfolgte im August 2022 der Konkurs der Trägergesellschaft und damit die Einstellung des Spielbetriebs. In der Saison 2022/23 wurden sämtliche Spiele der 2. Division vest mit 0:3 gegen den Jammerbugt FC gewertet. Damit stand der Verein als Absteiger in die 3. Division fest.

## Neuanfang unter altem Namen
Nach einer weiteren zwangsweisen Herabstufung tritt Jetsmark IF in der Saison 2023/2024 wieder unter dem ursprünglichen Namen in der sechstklassigen Jyllandsserien an.

## Platzierungen
| Saison  | Platz | Clubs | Division                   | Spiele | S  | U  | N  | Tore  | Punkte | Bemerkungen                                                                                                 |
| ------- | ----- | ----- | -------------------------- | ------ | -- | -- | -- | ----- | ------ | --- |
| 2008/09 | 4     | 16    | 2. Division West           | 30     | 16 | 3  | 11 | 63:48 | 51     | |
| 2009/10 | 5     | 16    | 2. Division West           | 30     | 15 | 7  | 8  | 49:23 | 52     | |
| 2010/11 | 1     | 16    | 2. Division West           | 30     | 21 | 7  | 2  | 78:33 | 70     | Aufstieg in die 1. Division                                                                                 |
| 2011/12 | 14    | 14    | 1. Division                | 26     | 2  | 5  | 19 | 27:72 | 11     | Abstieg in die 2. Division                                                                                  |
| 2012/13 | 4     | 16    | 2. Division West           | 30     | 14 | 8  | 8  | 56:44 | 50     | |
| 2013/14 | 4     | 16    | 2. Division West           | 30     | 15 | 7  | 8  | 56:42 | 52     | als Jammerbugt FC                                                                                           |
| 2014/15 | 3     | 16    | 2. Division West           | 30     | 16 | 5  | 9  | 57:41 | 53     | |
| 2015/16 | 5     | 8     | 2. Division Gruppe 3       | 14     | 8  | 4  | 2  | 26:17 | 28     | |
| 2016/17 | 7     | 8     | 2. Division Gruppe 3       | 14     | 2  | 5  | 7  | 19:27 | 11     | |
| 2017/18 | 3     | 12    | 2. Division Playoff-Gruppe | 22     | 11 | 5  | 6  | 35:26 | 38     | |
| 2018/19 | 6     | 12    | 2. Division Playoff-Gruppe | 33     | 15 | 9  | 9  | 48:41 | 54     | |
| 2019/20 | 6     | 12    | 2. Division Playoff-Gruppe | 23     | 9  | 10 | 4  | 33:21 | 37     | |
| 2020/21 | 1     | 14    | 2. Division West           | 26     | 18 | 6  | 2  | 53:24 | 60     | Aufstieg in die 1. Division                                                                                 |
| 2021/22 | 12    | 12    | 1. Division                | 22     | 4  | 4  | 14 | 19:51 | 16     | Abstieg in die 2. Division                                                                                  |
| 2022/23 | 14    | 14    | 2. Division West           | 0      | 0  | 0  | 0  | 0     | 0      | sportlicher Abstieg in die 3. Division; danach weiterer Zwangsabstieg um zwei Klassen in die Jyllandsserien |